# モンスターハンタークロス
『モンスターハンタークロス』（もんすたーはんたーくろす、以下：MHX）は、カプコンから2015年11月28日に発売されたニンテンドー3DS用ソフトであり、モンスターハンターシリーズ10周年の節目に合わせて作られた。アメリカ・ヨーロッパでは2016年7月15日に発売された。
2017年3月18日には内容強化版にあたる『モンスターハンター ダブルクロス』が発売された。本項では、『モンスターハンター ダブルクロス』についても解説する。

## システム
本作のメインモンスターは「ディノバルド」、「ライゼクス」、「ガムート」、「タマミツネ」の4体。オフラインの拠点は新たに登場した「ベルナ村」に加え、過去作の舞台となった「ココット村」、「ポッケ村」、「ユクモ村」も登場する。また『4』で一部しか登場しなかった『3』『3G』の大型モンスターを含め、過去作品に登場したモンスターも多数復活している。
本作の新要素として、各々のハンターの個性を強くするシステム「狩猟スタイル」と、ハンターが使える大技「狩技」が追加された。使える狩猟スタイルは、バランスがとれた「ギルドスタイル」、狩技を多く使える「ストライカースタイル」、空中から攻撃できる「エリアルスタイル」カウンター主体の「ブシドースタイル」の4種類。使える狩技は「武器固有で使える専用技」と「武器の種類に関係なく使える共通技」の2種類に分類される。
また、オトモアイルーを操作できる「ニャンターモード」も登場する。ニャンターはハンターと違い体力がなくなっても、「モウイチドングリ」があればすぐに復活することができる。ニャンター専用のクエストも本作では登場する。

## 制作（MHX）
本作の開発が始まったのは『MH4』の開発途中であり、同作及び『MH4G』とは別軸で開発が進められていた。本作はニンテンドー3DS用ソフトとして動かす最善の方法を第一に作られたことから、UIのデザインも『MH4G』とは異なる。
本作にはお祭り感と、自由に自分らしい狩りを楽しんでもらうというコンセプトが据えられた。クロスという題名はあらゆる要素がクロスしていることにちなんでおり、従来とは異なるネーミングにしたいという思惑もあった。
開発に当たってはプレイヤーが遊んでいて自分がかっこいいと思えるようにしたいということが重視され、「狩猟スタイル」の導入もそれに関連しており、ナンバリング作品である『MH4』と差をつけるためという意図もあった。うち「ギルドスタイル」は『4』および『4G』のユーザーがスムーズに遊べるために導入された一方、「エリアルスタイル」は『4』および『4G』で導入されたジャンプアクションをより能動的に使ってもらうために生み出された。狩猟スタイルの導入に当たっては、過去作以上にリアルな動きに落とし込むことに細心の注意が払われた。たとえば「エリアルスタイル」の場合、ただのハンターが一気に数メートルの高さを飛び上がるのは不自然であるため、他のハンターやモンスターを踏み台にするという演出が取り入れられている。
狩技はゲームのテンポを変えるために導入された要素であり、武器の特長を強化したり、短所を補う仕組みもある。
初めて触れる者もいることから、ゲームのストーリーは本作のみでも楽しめるようにしつつも、既存ファンがストーリー上のつながりを想像できる余地を残すため、NPCのセリフなどから過去作品のことをにおわせた。
過去作では看板となるメインモンスターは1体のみだったが、本作ではキャラクター付けをしやすくするために四天王にちなんで4体のメインモンスターが用意された。これにより各種作業が4倍になった一方、「四天王」というキーワードによって社内でもイメージしやすくなったほか、ガムートのように好みが分かれるであろうモンスターも登場させやすくなった。メインモンスターのうち、タマミツネは、『MHP3』で作ろうとしていたキツネと大蛇を合わせた飛竜のアイデアを基にしており、和風モチーフの「ユクモ村」に合わせての登場となった。ガムートは、長年モンスター担当のプランナーがゾウをモチーフとしたモンスターを作りたいという願いから生み出された。また、ディノバルドは、ディレクターの一瀬泰範の親類の子どもが恐竜型モンスターを気に入っていたことがきっかけで生み出されており、カルノタウルスをモチーフとしている。プテラノドンをモチーフとしたライゼクスは、恐竜が生きていた時代をモチーフとしたフィールド「古代林」をヒントに誕生した。
特殊許可クエストに登場する「二つ名持ちモンスター」はコミュニケーション要素の強化のために導入された。二つ名持ちは一部の種類のモンスターのみに存在しており、亜種や希少種とも異なる位置づけにあり、ネーミングもあらゆる層への訴求を狙っている。たとえばアオアシラの二つ名持ち個体の「紅兜」は、漫画『銀牙 -流れ星 銀-』に登場するクマの個体「赤カブト」に由来していることがほのめかされている。
『4』および『4G』に出てくるゴア・マガラも登場するが、物語の中心ではないため、「狂竜ウイルス」および「極限状態」といった付随システムの導入は見送られ、その代わりとして「獰猛化モンスター」というシステムが導入された。

### 音楽
サウンドディレクター兼メインコンポーザーは裏谷玲央が務めた。昔のゲームのようにキャッチーな曲にしつつも、曲単体としても、プレイヤーからの視点でもプレイ感を損なわないようにするという方針が立てられた。4体のメインモンスターについては一瀬から以下のコンセプトワードをもらい、それを曲に落とし込む形で制作された。
| モンスター   | コンセプトワード           | 実際に導入した音楽的要素                                               |
| ------------ | -------------------------- | ---------------------------------------------------------------------- |
| ライゼクス   | 狂気、残忍                 | 激しさを表現するために、エレキギターや、シンセのブレイクビーツを用いる |
| タマミツネ   | 妖艶、舞                   | 和楽器。 舞う感じを出すために、一点に定まらない調子にする              |
| ガムート     | やまびこ、重厚感、寒い地域 | 巨大な感じを出すため、重々しい打楽器やホーミーを用いる                 |
| ディノバルド | 狂戦士、黒騎士、刀鍛冶     | 金属音をインパクトに用いる                                             |

裏谷は、これら4曲は形になっても納得がいかない場合が多く、何度か没にしたとメールインタビューの中で話している。また、闘技場の狩猟曲「凛然なる勇姿」も完成までに時間がかかった曲として挙げており、裏谷の中では完成形のイメージがあったものの、なかなか納得する形にならず、苦労したと話している。一方、DLコンテンツページ曲「楽しいひととき」はすぐに完成したと言い、編成がシンプルだったことに加え、自分で買ってきたリコーダーやタンバリンなどで演奏したこともあり、よい息抜きになったと振り返っている。
それぞれの村や集会所のBGMは町田のダッチママスタジオで収録した。

## モンスターハンターダブルクロス
2017年3月18日に発売されたニンテンドー3DS用ソフト。本作のメインモンスターは、通常種と比べ異形な角を持つ「鏖魔ディアブロス」、天彗龍と呼ばれる大型の古龍種である「バルファルク」の2体。ラスボスとも言える「アトラル・カ」も新しく追加された。また、鏖魔ディアブロスだけでなく多くの二つ名も追加された完全なるクロスのパワーアップ版。そして新たな狩猟スタイル、攻撃を受け流すことのできる「ブレイヴスタイル」、錬金アイテムを使い狩りを支援する「レンキンスタイル」が追加された。各武器に一つずつ、狩技が追加され、「SP狩技（スタイルパワーアップ狩技）」も登場した。
2017年8月25日には、Nintendo Switch移植版『モンスターハンターダブルクロス Nintendo Switch Ver.』が発売されたほか、3DS版未発売の海外では2018年8月28日に発売された。

### 制作（MHXX）
『MHX』から引き続き、プロデューサーは小嶋慎太郎が務めた一方、ディレクターには前作でモンスターの制作や開発進行を務めていた市原大輔が、メインプランナーには前作でモンスターとクエストシステムを手掛けていた平岡拓朗がそれぞれ、作品への理解の高さを見込まれて起用された。前作のディレクターである一瀬泰範もバックアップという形で『MHXX』の開発にかかわっている。題名のダブルクロスは前作の「クロス」にさらにクロスするという意味合いでつけられた。
メインモンスターのうち、古龍種「バルファルク」は、英語で豪胆を意味する“valor”と"falcon"（隼）に由来しており、ネーミングにおいては既存モンスターとの重複防止に加え、文化圏の違いが感じられるようにすることも念頭に置かれた。また、シリーズにおいて特殊な存在である古龍種を新たなメインモンスターの一つに据えることは企画初期から提言されていたほか、設定面においてもエネルギー噴射といった通常のモンスターにはないような要素も多数盛り込まれた。もう一体のメインモンスターである「鏖魔ディアブロス」はコアユーザーに対する開発者からの挑戦状というコンセプトで生み出されたモンスターであり、前作で登場した二つ名持ちモンスターをより広げるという意図もあった。また、同個体の登場に合わせ、通常種の「ディアブロス」も登場している。これらのメインモンスターはメインストーリーにもかかわる一方、「鏖魔ディアブロス」は前述のコンセプトの兼ね合いから、“集会酒場”でのクエストをある程度進めないと挑戦できないようになっている。
過去作品を初出とするモンスターのうち、“ベリオロス”と“ボルボロス”は、ハンターのアクションの進化によって過去とはまた異なる狩りを楽しんでもらえるのではないかという開発者の期待から『MH3G』以来の登場となった。
新たな狩猟スタイルの採用に当たっては、既存スタイルと競合するような魅力を持ちつつも、それらの性能を上回ることがないよう注意が払われた。うち、攻撃的な“ブレイヴスタイル”はアクションが得意だったり、より鋭いハンティングを期待するプレイヤーに向けて作られた。一方、“レンキンスタイル”は皆で楽しく狩りをしたいというプレイヤーに向けて作られた。

### 評価（MHXX）
『MHXX』は日本ゲーム大賞2017の優秀賞を受賞した。
また、『モンスターハンターダブルクロス Nintendo Switch Ver.』は年末までに約20.3万本を売り上げ、サードパーティ製Nintendo Switch用ソフトにおいて最も売れた作品となった。